# Hydraena alternata
Hydraena alternata är en skalbaggsart som beskrevs av Perkins 1980. Hydraena alternata ingår i släktet Hydraena och familjen vattenbrynsbaggar. Inga underarter finns listade i Catalogue of Life.